# Un gatto nel cervello
Un gatto nel cervello è un film del 1990 diretto e interpretato da Lucio Fulci. 
Si tratta di una pellicola horror/splatter italiana che per il mercato internazionale è uscita con il titolo Nightmare concert (A cat in the brain). Il film è inoltre un esempio di metacinema, in quanto il protagonista è il regista Lucio Fulci che interpreta sè stesso. Grazie a questo espediente nel film si risponde a delle critiche spesso mosse al regista e ai film horror: che questi rendano violenti e portano a compiere azioni cruente.
Il titolo italiano si riferisce a un fastidioso stridore che il protagonista sente come provenire dall'interno del suo stesso cervello, come se all'interno della sua scatola cranica ci fosse un gatto che genera l'insopportabile verso. Nel film sono presenti scene di precedenti film diretti da Lucio Fulci, tra cui Quando Alice ruppe lo specchio, Il fantasma di Sodoma e alcune scene dei film di Mario Bianchi Non aver paura della zia Marta, di Andrea Bianchi Massacre, di Leandro Lucchetti Bloody Psycho, di Giovanni Simonelli Hansel e Gretel e di Enzo Milioni Luna di sangue/Fuga dalla morte, appartenenti alla serie Lucio Fulci presenta.

## Trama
Il regista Fulci è tormentato da terribili incubi e allucinazioni che hanno come sfondo proprio le efferate uccisioni cinematografiche, caratteristiche dei suoi film. Vittima degli stessi orrori da lui concepiti, il regista - in un continuo peggiorare dei disturbi psichiatrici - decide finalmente di contattare lo psichiatra dott. Schwarz, e questi tenta d'utilizzare l'ipnosi per guarire il regista. Inoltre nel mondo reale comincia a susseguirsi una serie d'omicidi dei quali sembra che l'autore sia proprio Fulci; in realtà l'assassino è lo stesso psichiatra che, ipnotizzando Fulci, gli fa credere d'avere commesso degli omicidi. 
La serie si protrae finché, durante una sparatoria con la polizia, lo psichiatra rimane ucciso. Il povero Fulci, sempre più confuso, viene così scagionato dalle accuse rivoltegli. Nel finale, Fulci viene mostrato spensierato su una barca in compagnia di una giovane ragazza. Quando la raggiunge sottocoperta, però, la ragazza inizia a gridare e si sente il rumore di una motosega. Fulci riemerge per mettersi a pescare, usando i pezzi del corpo della ragazza come esche; ma si tratta soltanto dell'ennesimo set di un suo film: dopo aver terminato la scena e salutato la troupe, il regista salpa in mare aperto con la ragazza, in realtà viva e vegeta.